# Румпельштільцхен

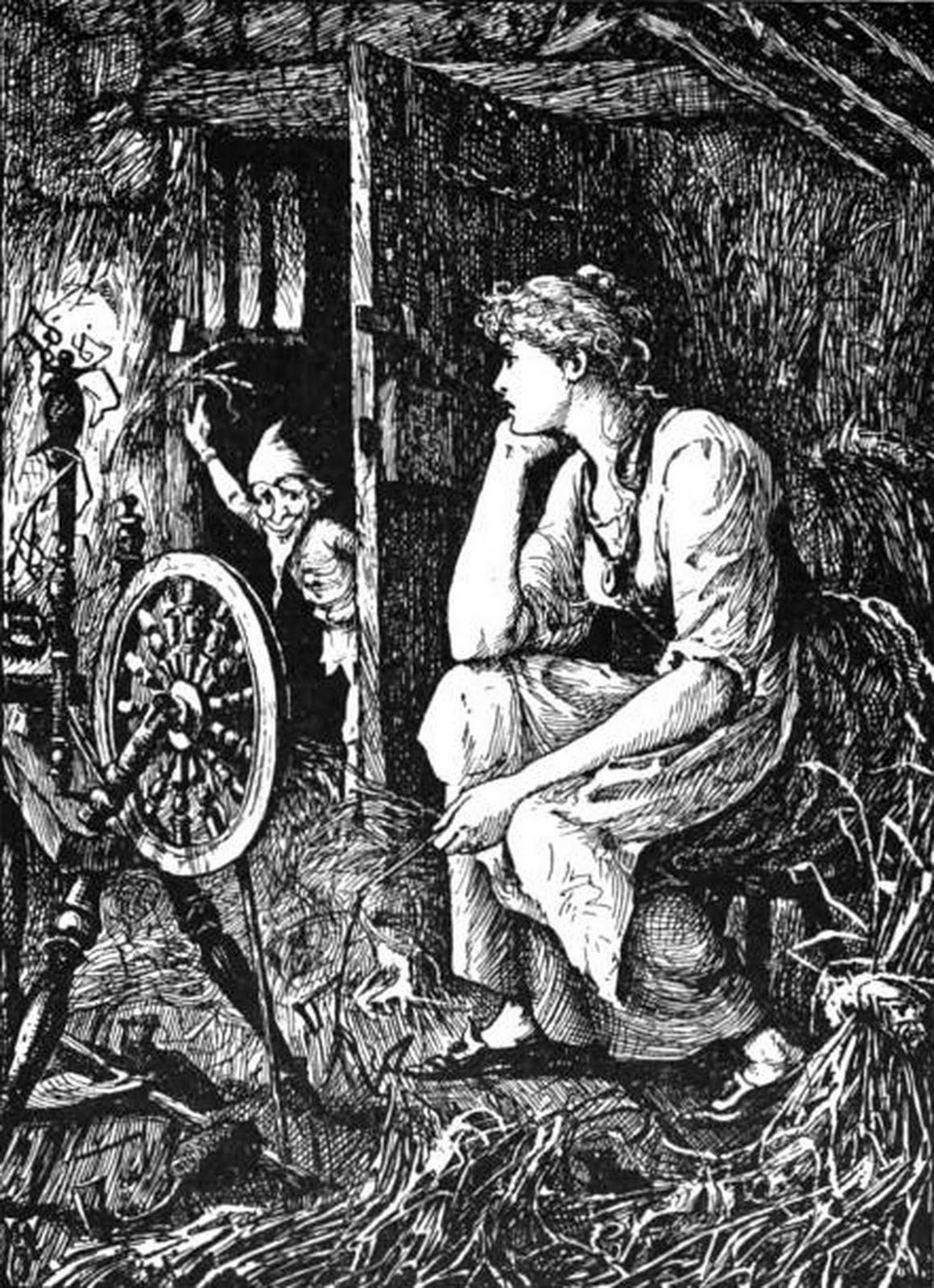
Ілюстрація з книги Ендрю Ленга «Синя книга казок» (1889)

«Румпельштільцхен» (нім. Rumpelstilzchen) — казка про злого карлика, здатного створювати золото з соломи, спрядаючи її. За класифікацією Аарне-Томпсона цей сюжет має номер 500: «Ім'я помічника». Вперше записана братами Грімм. Сучасними дослідниками вважається однією з найдавніших казок, якій близько 4000 років.

## Сюжет
В одного мельника була дочка, і в розмові з королем, щоб додати собі ваги, він сказав, що його дочка може спрясти з соломи золотко. Король посадив її в кімнату, повну соломи. Він доручив дівчині виконати обіцянку. Насправді вона нічого подібного робити не вміла, але несподівано з'явився карлик і запропонував допомогти. Дівчина за допомогу віддала карлику своє намисто, потім перстень, але король вимагав ще більше золота: і коли нічого натомість дівчина віддати не могла, карлик попросив у неї первістка від майбутнього шлюбу. Коли король взяв її в дружини і у неї народилася дитина, з'явився карлик і зажадав свою винагороду. Королева просила залишити їй дитя — і карлик поставив умову, що, якщо вона вгадає його ім'я за три дні, він залишить їй дитину. Королева відправила гінців у всі кінці країни дізнаватися рідкісні імена, і один з гінців випадково підслухав, як сам карлик наспівує пісеньку:
Оригінал німецькою:
Heute back ich, morgen brau ich, 

übermorgen hol ich der Königin ihr Kind; 

ach, wie gut, dass niemand weiß, 

dass ich Rumpelstilzchen heiß!
Літературний переклад:
Нині смажу, завтра парю, післязавтра буде мій

Солодкий, ласий шматочок — королевич молодий. 

Це просто пречудово, це просто пречудово — 

Те, що ім'я Румпельштільцхен нікому тут не відомо!
Гонець повідомив королеві ім'я карлика. Королева назвала його. Чоловічок зі злості так тупнув правою ногою об землю, що увійшов у неї по пояс, а за ліву ногу в люті вхопився обома руками і сам себе розірвав навпіл.

## Переклад імені
Румпельштільцхен можна перекласти з німецької як маленький чоловічок, який сильно шумить, коли ходить.

## Видання та переклади
Оригінал казки німецькою мовою був виданий в 1857 році. Першим перекладом слов'янською мовою став російський. Казка вийшла під редакцією Петра Польового як «Хламушка» у збірнику «Сказки, собранные братьями Гримм» у 1895 році. Згодом 2 рази переводилася Григорієм Петніковим: як «Хламушка» і як «Румпельштільцхен». Тамара Габбе перекладала казку як «Гном-Тихогром».
Українською як «Румпельштільцхен» перекладена у 2009 році в складі збірника «Казки для дітей і родини».

## Аналогічні сюжети в казках народів світу
Схожі мотиви з вгадуванням імені злої чарівної істоти є в народній ісландської казці «Гілітрутт», і в народній англійській казці «Те-Тіт-Той», де королева також повинна вгадати ім'я істоти, що допомагає їй прясти. «Менівезе» — аналогічна фінська народна казка. Чеська казка за тим самим сюжетом — «Мартинко Кінкаш», французька казка — «Вірлуве».

## Румпельштільцхен в психології
У монографії Зигмунда Фройда «Художник і фантазування» карлик Румпельштільцхен згадується у прикладі, що ілюструє постулат про те, що в сновидіннях часто зустрічаються мотиви казок, вірніше, сновидіння часто інтерпретується людиною як подобу відомої казки. Фройд припускає, що це може бути зверненням «до глибшого інфантильного пласту ідей через сновидіння».

## Румпельштільцхен в сучасній культурі
- На честь Румпельштільцхена названий астероїд 1773 Rumpelstiltskin, відкритий Паулем Вільдом в 1968 році.
- У серії відеоігор Final Fantasy з'являється мандрівний мугл-торговець на ім'я Штільцхен (англ. Stiltzkin) — скорочений Румпельштільцхен (в англійському варіанті Rumpelstiltskin).
- У рамках серії коміксів Grimm Fairy Tales вийшов однойменний комікс, який представляє переосмислення оригінальної казки.

### Кінематограф
- Існує кілька фільмів «Румпельштільцхен»:
  - Фільм 1995 року про жінку, яка оживила свого чоловіка за допомогою каменю бажань, куди був заточений Румпельштільцхен.
- В анімаційному фільмі «Шрек III» з'являється як епізодичний персонаж. У наступній частині, «Шрек назавжди», є головним антагоністом, причому виглядає зовсім по-іншому.
- В американо-німецькому мультфільм «Нові пригоди Попелюшки» Румпельштільцхен виступає в ролі прислужника головної лиходійки. Він все-таки викрадає дитину, але, прив'язавшись до неї, в кінці стає позитивним персонажем.
- В одній із серій серіалу «Доктор Хаус» лікарі, не знаючи імені пацієнта, підписують його на дошці як «Rumpelstilskin».
- В одній із серій серіалу «Шукач» (третій сезон, 5 серія), людину, яка прийшла у поліцейську дільницю і зізналася у 7 вбивствах, але відмовилася називати своє ім'я, детективи також називали Румпельштільцхеном.
- В одній із серій багатосерійного фільму-казки «Десяте королівство» два головних герої, Ентоні і Вовк, зустрічають сліпого дроворуба, який вимагає вгадати його ім'я. В одній із спроб Ентоні називає ім'я Румпельштільцхен, мабуть, згадавши відповідну казку. Однак в підсумку з'ясовується, що дроворуба звуть Джульєтта (англ. Juliett).
- У телесеріалі «Якось у казці» є одним з головних персонажів. Представлений як дуже могутній злий чаклун, який, тим не менш, може допомогти героям, якщо це відповідає його інтересам. В одній із серій також екранізується оригінальна казка Грімм. Там він так само допомагає доньці мірошника спрясти з соломи золото і так само просить первістка в нагороду. Його грає Роберт Карлайл.
- У фільмі «Кар'єристки» одна з головних героїнь представилася домовласникові як Румпельштільцхен.[19]
- В 9-й серії 6-го сезону «Надприродне» згадується про Королівство Фейрі, жителі якого так само, як Румпельштільцхен, забирають у людей первістків;[20] і цих «фейріків» — гномів, жителів Фейрі, можуть бачити тільки такі викрадені первістки, які повернулися з їхнього паралельного світу.
- У фільмі «7 гномів: І цілого лісу мало» Румпельштільцхен укладає з королівським слугою угоду, за якою у слуги знову відростає волосся, а Румпельштільцхен забирає у принцеси Білосніжки дитину, що йому в кінцевому підсумку не вдається, адже сім гномів допомагають їй з'ясувати ім'я лиходія.
- У 2007 році російський режисер Оксана Холодова зняла короткометражний мультфільм «Румпельштільцхен».
- У 16 серії другого сезону серіалу «Грімм» згадується казка братів Грімм «Румпельштільцхен». Вбивця вимагає жертв відгадати його ім'я. Їм виявилося істота Бісогнівець[21].
- У фільмі «Месники: Грімм» (2015) персонажа Румпельштільцхен зіграв Каспер Ван Дін.
- У фільмі «Grimms Kinder» (2015) персонажа Румпельштільцхен зіграв Саша Гольдбах.
- У шостому сезоні мультсеріалу «Вінкс: школа чарівниць» Румпельштільцхен вкрав голос Музи, згодом обмінявши його на Ашерона.
- У 16 серії першого сезону серіалу «Зоряний шлях: Глибокий космос 9», коли шеф транспортаторної служби Майлз О'Браєн читав казку своєї дочки, Гном-Тихогном ожив з книги.

### Естрада
- I. M. (Informeller Mitarbeiter) Rumpelstilzchen — пісня німецької групи Megaherz.
- Stiltskin — назва англійської постграндж-групи, які є усіченим варіантом від Rumpelstiltskin.
- Rumpelstiltskin Grinder — назва американської грайндкор-групи.
- «I will spin Rumpelstiltskin in a haystack» («Я буду прясти, як Румпельштільцхен, в стозі сіна») — рядок із пісні The Monster (Eminem feat. Rihanna).
- У творчості гурту Ляпис Трубецкой в альбомі «Матрьошка» (2014) Румпельштільцхен згадується в пісні «Клоуна немає».
- Illumate — Румпельштільцхен — пісня російського реп виконавця Illumate

Румпельштільцхен використовується в сучасній літературі, в серіалі «Якось у казці» (як містер Голд).